# Dinko Šimunović
Dinko Šimunović (1. září 1873 Knin – 3. srpna 1933 Záhřeb) byl chorvatský spisovatel.

## Život
Vyrůstal v malé vesnici nedaleko řeky Cetiny, severovýchodně od Splitu. Tento původní prostor s jeho patriarchálními tradicemi měl na něho mít v jeho pozdější práci silný vliv. Stejně jako jeho otec se stal učitelem. Po absolvování učitelského institutu v Arbanasi nedaleko Zadaru pracoval jako učitel v malých dalmatských vesnicích Hrvace (1892–1900) a Dicmo (1901–1909). Teprve v této době se začal věnovat psaní. Roku 1905 v Zadaru vydal úryvek příběhu v časopise Lovor. Tím na sebe upozornil a byl přeložen na obchodní školu ve Splitu. Zde vyučoval od roku 1909 až do svého odchodu do důchodu a napsal zde také většinu svých literárních děl. V roce 1929 se kvůli svým dětem přestěhoval do Záhřebu, kde o čtyři roky později zemřel. Je pohřben na hřbitově Mirogoj v Záhřebu.

## Dílo

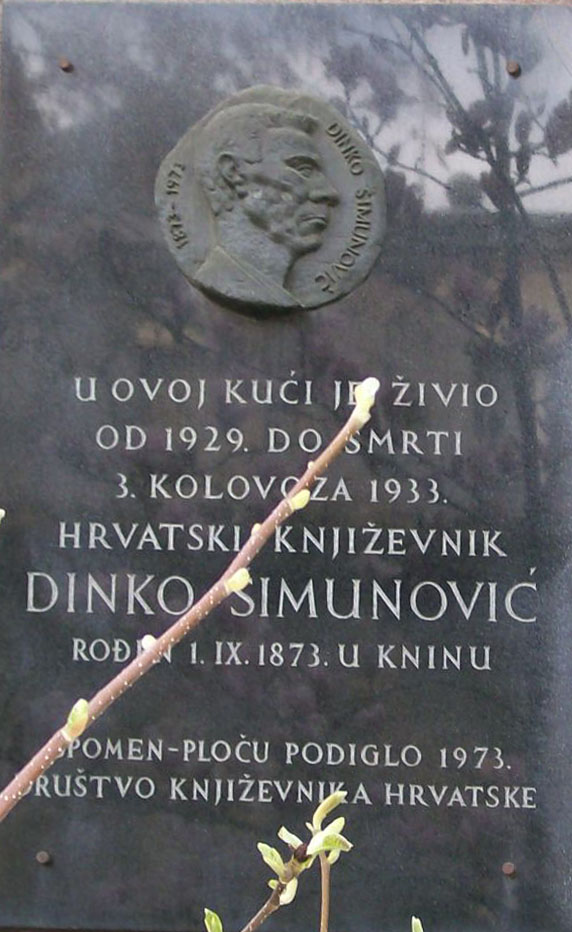
Pamětní deska na Šimunovićově domě v Záhřebu

Patřil mezi významné vypravěče chorvatské literatury 20. století. Realistickým vyprávěním oživil starý patriarchální svět jižních Slovanů, který chápal jako svět heroický a mizející a k němuž přistupoval v duchu starých lidových vyprávění. Byl svébytným typem vypravěče, který se vyvíjel nezávisle na literárních trendech své doby.
Ve městě Sinj se nachází jeho pomník, jehož autorem je Ivan Meštrović.
- Mrkodol, příběhy 1909
- Tuđinac, Roman 1911
- Danerdan, 1914
- Mladi dani, 1919
- Mladost, 1921
- Dvije pripovijetke, 1922
- Alkar, 1922
- Porodica Vinčić, román (1923, česky r. 1928 jako Rodina Vinčiců, přel. Otakar Kolman)